# Insomnia (Daya)
Insomnia è un singolo della cantante statunitense Daya, pubblicato l'8 marzo 2019 sulle etichette Daya Records e Interscope Records.

## Accoglienza
Stepen Daw per Billboard ha affermato che il brano ha «una produzione pop vibrante» e un «ritmo oscillante». Mike Wass di Idolator, invece, ha definito Insomnia una delle «migliori canzoni pop del 2019», aggiungendo che si tratta di un pezzo «orecchiabile e ballabile infinitamente».

## Video musicale
Il video musicale, diretto da Nick Harwood, è stato reso disponibile il 26 marzo 2019.

## Tracce
Testi e musiche di Grace Tandon, Jacob Kasher Hindlin, Michael Pollack e Oscar Görres.
Download digitale
1. Insomnia – 2:59

Download digitale – Owen Norton Remix
1. Insomnia (Owen Norton Remix) – 3:35

Download digitale – King Arthur Remix
1. Insomnia (King Arthur Remix) – 2:56

Download digitale – Devault Remix
1. Insomnia (Devault Remix) – 4:25

## Formazione
- Daya – voce
- Oscar Görres – produzione
- Chris Gehringer – mastering
- Șerban Ghenea – missaggio

## Classifiche

### Classifiche settimanali
| Classifica (2019) | Posizione massima |
| ----------------- | ----------------- |
| Grecia            | 75                |
| Irlanda           | 79                |
| Lettonia          | 89                |
| Lituania          | 27                |
| Norvegia          | 12                |
| Repubblica Ceca   | 75                |

### Classifiche di fine anno
| Classifica (2019) | Posizione |
| ----------------- | --------- |
| Norvegia          | 28        |